# لوس باندوليروس (فيلم)
لوس باندوليروس (الإسبانية للخارجين عن القانون) هو فيلم أمريكي قصير لعام 2009، شارك في كتابته، في إنتاجه فين ديزل.
هذا هو الفيلم الثاني القصير في امتياز Fast and the Furious ، من تمثيل: ديزل وميشيل رودريغيز وسونغ كانغ وتيغو كالديرون ودون عمر. يشرح لوس باندوليروس الأحداث التي سبقت فيلم Fast & Furious (2009) ، حيث يخطط الهارب دومينيك توريتو لسرقة النفط من ناقلة في جمهورية الدومينيكان.
تم إصداره لأول مرة في أستراليا في 20 أبريل 2011 ، وفي الولايات المتحدة في 29 أبريل 2011 ، حيث تم عرضه في مهرجان لوس أنجلوس للأفلام القصيرة. تم تضمينه لاحقاً كمكافأة على إصدارات Blu-Ray و Special Edition من Fast & Furious. يظهر كل من Paul Walker و Jordana Brewster على الملصق، ولكنهما ليسا في الفيلم.

## القصة
يسجن ليو تيجو في جمهورية الدومينيكان، وينخرط في نقاش مع سجناء آخرين بشأن الشركات التي تعوق السيارة الكهربائية وتبدأ الحروب من أجل النفط. في الوقت نفسه، يواجه ريكو سانتوس صعوبة في تحديد موقع الغاز من أجل العودة إلى المنزل في الموعد المحدد لتناول العشاء. بعد ذلك وصل هان لي، ويتم جمعها من المطار من قبل كارا ومالو. إنهم يعيدونه إلى منزل ريكو، حيث تكافح عمته روبيا لمواكبة فواتير الغاز. ذهب هان إلى الخارج لرؤية دومينيك توريتو يعمل على سيارته، قبل أن يذهب كلاهما إلى الداخل للاستمتاع بتناول وجبة مع جميع أفراد العائلة. يناقش دومينيك كسر Leo خارج السجن وسرقة النفط لدعم العائلة. ثم توجه دومينيك وكارا وهان لاحقاً إلى ملهى ليلي للقاء السياسي المحلي الفاسد إلفيس، القادر على ترتيب عملية السطو على طريق سريع في صباح اليوم التالي.
بعد إدارته لتهريب ليو من السجن ووضع اللمسات الأخيرة على الخطة مع ريكو، فوجئ دومينيك بوصول ليتي أورتيز. الدافعان معا إلى الشاطئ، وإحياء الرومانسية الخاصة بهم.

## الأدوار
- فين ديزل في دور دومينيك توريتو، وهو هارب في جمهورية الدومينيكان ويخطط لسرقة النفط.
- ميشيل رودريغيز في دور ليتي أورتيز، دور حبيبة دوم وشريكة في السرقة.
- سونغ كانغ في دور هان لوو، وهو شريك إجرامي لدوم يساعده في سرقة النفط.
- تيغو كالديرون في دور ليو تيجو، وهو سجين هرب يعمل مع دوم لسرقة النفط.
- دون عمر في دور ريكو سانتوس، وهو عضو في طاقم دوم وملاجئ دوم من إنفاذ القانون.

يتم تقريب الممثلين الرئيسيين من خلال ظهوره من خوان فرنانديز على أنه إلفيس، وهو سياسي فاسد. ميريتا ميشيل وفالنتينو موراليس يعملان كارا ومالو على التوالي، وهما أصدقاء دومينيك وريكو. يظهر Adria Carrasco أيضًا باسم Rubia ، عمة ريكو.

## روابط خارجية
- لوس باندوليروس على موقع IMDb (الإنجليزية)
- لوس باندوليروس على موقع روتن توميتوز (الإنجليزية)
- لوس باندوليروس على موقع ألو سيني (الفرنسية)
- لوس باندوليروس على موقع فيلمافينيتي (الإسبانية)
- لوس باندوليروس على موقع قاعدة بيانات الفيلم (الإنجليزية)
- لوس باندوليروس على موقع ليتربوكسد (الإنجليزية)
- لوس باندوليروس على موقع كينوبويسك (الروسية)